# Нижняя Ура
Ни́жняя Ура́ (тат. Түбән Оры) — село в Арском районе Республики Татарстан. Входит в состав Новокинерского сельского поселения.

## Этимология
Топоним произошёл от татарского слова «түбән» (нижний) и гидронима «Оры» (Ура). Село Верхняя Ура располагается выше по течению р. Уры.

## География
Находится на реке Уре, в 46 км к северо-западу от города Арска.

## История
Село основано в период Казанского ханства. В исторических документах упоминается также как Служилая Ура.
В XVIII — первой половине XIX века жители относились к сословию государственных крестьян. Традиционные занятия жителей в этот период — земледелие (в начале XX века земельный надел сельской общины составлял 2236,1 десятин) и скотоводство.
В конце XVIII — первой половине XIX века в селе располагались ткацкие фабрики. В XIX веке здесь жили и работали более 40 гильдейских купцов.
В 1787 году в селе была построена большая каменная мечеть. В 1895 году действовало медресе. В начале XX века — 2 мечети, водяная мельница, кузница, 4 постоялых двора, 4 мелочные лавки.
В «Списке населенных мест по сведениям 1859 года», изданном в 1866 году, населённый пункт упомянут как казённая деревня Служилая Ура (Богатая Ура) 2-го стана Царёвококшайского уезда Казанской губернии. Располагалась при речке Уре, на транспортном тракте из Казани в Вятскую губернию, в 148 верстах от уездного города Царёвококшайска и в 30 верстах от становой квартиры в казённой деревне Уразлино (Казаклар). В деревне в 149 дворах жили 1023 человека (513 мужчин и 510 женщин). Были мечеть, училище, 2 китаечные фабрики. Проводились базары по средам.
Мечеть 1858 года постройки (по другим данным, 1860-х гг.) — памятник культовой архитектуры в традициях народного татарского зодчества.
По сведениям переписи 1897 года, в деревне Ура Служилая (Богатая Ура) Царёвококшайского уезда Казанской губернии проживали 931 человек (387 мужчин, 544 женщины), из них 907 мусульман.
До 1920 года село входило в Шиньшинскую волость Царевококшайского (с 1919 гг. — Краснококшайский) уезда Казанской губернии. С 1920 года в составе Арского кантона ТАССР. С 10 августа 1930 года в Тукаевском, с 10 февраля 1935 года в Кзыл-Юлском, с 18 июля 1956 года в Тукаевском, с 1 февраля 1963 года в Арском районах.
В 1930 году в селе организована артель, в 1932 году — колхоз имени Азина. С 1994 года коллективное предприятие, с 2017 года ООО «Кзыл Яр».

## Население
| 1782 | 1859 | 1897 | 1907 | 1920 | 1926 | 1938 | 1949 | 1958 | 1970 | 1979 | 1989 | 2002 | 2010 | 2015 |
| ---- | ---- | ---- | ---- | ---- | ---- | ---- | ---- | ---- | ---- | ---- | ---- | ---- | ---- | ---- |
| 267  | 924  | 915  | 907  | 1043 | 976  | 723  | 411  | 430  | 391  | 317  | 319  | 276  | 291  | 273  |

Национальный состав
Согласно результатам переписи 2002 года, в национальной структуре населения села татары составляли 97% из 276 человек.

## Экономика
Жители работают в ООО «Кзыл Яр», ООО «Новый Кинер», занимаются полеводством, молочным скотоводством.

## Инфраструктура
В селе действуют начальная школа, детский сад (с 1988 г.), дом культуры, фельдшерско-акушерский пункт.

## Религия
Мечеть (с 2005 г.).

## Люди, связанные с селом
- Салихов Гатаулла Салихович — Герой Советского Союза
- Хозясеитов Мукмин Тагирович — купец, меценат